# Michaił Pańkow
Michaił Anatoljewicz Pańkow (ros. Михаил Анатольевич Паньков, ur. 20 lipca 1952 w rejonie biczurskim w Buriacji) – rosyjski wojskowy, generał pułkownik, Bohater Federacji Rosyjskiej.

## Życiorys
Od 1969 służył w Wojskach Wewnętrznych MWD ZSRR, w 1973 skończył wyższą szkołę wojskową WW MWD ZSRR w Saratowie, dowodził kolejno plutonem, kompanią i batalionem. Ukończył Akademię Wojskową im. Frunzego i Akademię Sztabu Generalnego, w 1995 został I zastępcą szefa sztabu Wojsk Wewnętrznych MWD Rosji, jednocześnie 1995-1996 dowodził zgrupowaniem WW w Połączonym Zgrupowaniu Wojsk w Czeczenii. Brał udział w I wojnie czeczeńskiej. Od 1998 był zastępcą głównodowodzącego WW MWD Rosji ds. sytuacji nadzwyczajnych, a od maja 1999 I zastępcą głównodowodzącego WW MWD Rosji, od sierpnia 1999 do marca 2000 dowodził zgrupowaniem WW na Północnym Kaukazie. Osobiście kierował operacjami wojsk, m.in. w rejonie nowołakskim w Dagestanie, gdzie WW zlikwidowały 337 bojowników, a 48 wzięły do niewoli, od października 1999 walczył w Czeczenii, gdzie do końca roku zajął 80 wsi i przeprowadził 136 operacji zbrojnych, m.in. brał udział w zajęciu wsi Znamienskoje 14 października 1999, a w grudniu 1999-styczniu 2000 w szturmie Groznego. W lutym 2000 otrzymał stopień generała pułkownika, w październiku 2000 objął funkcję szefa Sztabu Głównego - I zastępcy głównodowodzącego WW MWD Rosji, w kwietniu 2002 wiceministra spraw wewnętrznych Rosji ds. Południowego Okręgu Federalnego, a w 2005 szefa Głównego Zarządu MWD Rosji ds. Południowego Okręgu Federalnego (do 9 lutego 2009).

## Odznaczenia
- Bohater Federacji Rosyjskiej (11 stycznia 2000)
- Order „Za zasługi wojskowe”
- Order „Za służbę Ojczyźnie w Siłach Zbrojnych ZSRR” III klasy

I medale.